# Lijst van premiers van India
De minister-president van India heeft na de president van India de hoogste positie in de Indiase regering. Formeel heeft de president van India een hogere positie, maar in de praktijk heeft de minister-president meer macht. De president heeft een meer ceremoniële taak.

## Algemeen
India heeft een parlementair overheidssysteem, dat naar dat van het Verenigd Koninkrijk is gemodelleerd. Bij dit systeem is de minister-president over het algemeen de leider van een partij (of coalitie van partijen) die een meerderheid in het Lagerhuis (Lok Sabha) van het Indiase parlement hebben.
Er zijn twaalf mensen geweest die als minister-president van India hebben gediend. Jawaharlal Nehru die vier termijnen lang het ambt bekleedde (1947-1952, 1952-1957, 1957-1962 en 1962-1964) was de langstzittende minister-president van het land. Indira Gandhi was drie termijnen minister-president (1966-1971, 1971-1977 en 1980-1984) en Atal Bihari Vajpayee twee termijnen (1996, 1998-2004). De overige ministers-presidenten bekleedden het ambt één termijn.
Drie ministers-presidenten overleden tijdens hun amtstermijn: Jawaharlal Nehru en Lal Bahadur Shastri aan hartfalen, Nehru's dochter Indira Gandhi door een moordaanslag. Gandhi's zoon en opvolger Rajiv Gandhi, Nehru's kleinzoon dus, kwam bovendien twee jaar na het einde van zijn ambtstermijn ook om bij een aanslag.
Gedurende het begin van het Indiase parlementaire systeem was de Congrespartij veruit de grootste partij van het land. De eerste dertig jaar na de onafhankelijkheid van India was de minister-president steeds lid van die partij. Morarji Desai werd in 1977 de eerste minister-president die niet lid was van de Congrespartij. Atal Bihari Vajpayee werd in 1996 de eerste minister-president van de Bharatiya Janata-partij. Na de verkiezingen van 2004 kwam de Congrespartij weer als winnaar uit de bus, en Dr. Manmohan Singh werd benoemd tot minister-president nadat partijleider Sonia Gandhi zich had teruggetrokken. Hij is de eerste niet-hindoeïstische minister-president van India.
De officiële woonplaats van de minister-president van India is 7 Race Course Road.

## Premiers van India (1947–heden)
| Nr.   | Premier van India Bhārat ke Pradhānamantrī | Premier van India Bhārat ke Pradhānamantrī | Premier van India Bhārat ke Pradhānamantrī | Ambtstermijn     | Ambtstermijn     | Partij(en) | Kabinet(en)   | Verkiezing(en) |
| ----- | ------------------------------------------ | ------------------------------------------ | ------------------------------------------ | ---------------- | ---------------- | ---------- | ------------- | -------------- |
| 1     |                                            | Jawaharlal Nehru                           | Jawaharlal Nehru (1889–1964)               | 15 augustus 1947 | 27 mei 1964      | INC        | Nehru I       | 1945           |
| 1     | Nehru II                                   | Jawaharlal Nehru                           | Jawaharlal Nehru (1889–1964)               | 15 augustus 1947 | 27 mei 1964      | INC        | 1952          |                |
| 1     | Nehru III                                  | Jawaharlal Nehru                           | Jawaharlal Nehru (1889–1964)               | 15 augustus 1947 | 27 mei 1964      | INC        | 1957          |                |
| 1     | Nehru IV                                   | Jawaharlal Nehru                           | Jawaharlal Nehru (1889–1964)               | 15 augustus 1947 | 27 mei 1964      | INC        | 1962          |                |
| [ 2 ] |                                            | Gulzarilal Nanda                           | Gulzarilal Nanda (1898–1998)               | 27 mei 1964      | 9 juni 1964      | INC        | 1962          | Nanda I        |
| 2     |                                            | Lal Bahadur Shastri                        | Lal Bahadur Shastri (1904–1966)            | 9 juni 1964      | 11 januari 1966  | INC        | 1962          | Shastri        |
| [ 3 ] |                                            | Gulzarilal Nanda                           | Gulzarilal Nanda (1898–1998)               | 11 januari 1966  | 24 januari 1966  | INC        | 1962          | Nanda II       |
| 3     |                                            | Indira Gandhi                              | Indira Gandhi (1917–1984)                  | 24 januari 1966  | 25 maart 1977    | INC        | 1962          | In. Gandhi I   |
| 3     | In. Gandhi II                              | Indira Gandhi                              | Indira Gandhi (1917–1984)                  | 24 januari 1966  | 25 maart 1977    | INC        | 1967          |                |
| 3     | In. Gandhi III                             | Indira Gandhi                              | Indira Gandhi (1917–1984)                  | 24 januari 1966  | 25 maart 1977    | INC        | 1971          |                |
| 4     |                                            | Morarji Desai                              | Morarji Desai (1896–1995)                  | 25 maart 1977    | 28 juli 1979     | JP         | Desai         | 1977           |
| 5     |                                            | Charan Singh                               | Charan Singh (1902–1987)                   | 28 juli 1979     | 14 januari 1980  | JP         | C. Singh      | 1977           |
| (3)   |                                            | Indira Gandhi                              | Indira Gandhi (1917–1984)                  | 14 januari 1980  | 31 oktober 1984  | INC        | In. Gandhi IV | 1980           |
| 6     |                                            | Rajiv Gandhi                               | Rajiv Gandhi (1944–1991)                   | 31 oktober 1984  | 1 december 1989  | INC        | R. Gandhi I   | 1980           |
| 6     | R. Gandhi II                               | Rajiv Gandhi                               | Rajiv Gandhi (1944–1991)                   | 31 oktober 1984  | 1 december 1989  | INC        | 1984          |                |
| 7     |                                            | Vishwanath Pratap Singh                    | Vishwanath Pratap Singh (1931–2008)        | 1 december 1989  | 10 november 1990 | JD         | V.P. Singh    | 1989           |
| 8     |                                            | Chandra Shekhar                            | Chandra Shekhar (1927–2007)                | 10 november 1990 | 21 juni 1991     | SJP        | Shekhar       | 1989           |
| 9     |                                            | Narasimha Rao                              | Narasimha Rao (1921–2004)                  | 21 juni 1991     | 16 mei 1996      | INC        | Rao           | 1991           |
| 10    |                                            | Atal Bihari Vajpayee                       | Atal Bihari Vajpayee (1924–2018)           | 16 mei 1996      | 1 juni 1996      | BJP        | Vajpayee I    | 1996           |
| 11    |                                            | Haradanahalli Dodde Deve Gowda             | Haradanahalli Dodde Deve Gowda (1933)      | 1 juni 1996      | 21 april 1997    | BJP        | Gowda         | 1996           |
| 12    |                                            | Inder Kumar Gujral                         | Inder Kumar Gujral (1919–2012)             | 21 april 1997    | 20 maart 1998    | BJP        | Gujral        | 1996           |
| (10)  |                                            | Atal Bihari Vajpayee                       | Atal Bihari Vajpayee (1924–2018)           | 20 maart 1998    | 22 mei 2004      | BJP        | Vajpayee II   | 1998           |
| (10)  | Vajpayee III                               | Atal Bihari Vajpayee                       | Atal Bihari Vajpayee (1924–2018)           | 20 maart 1998    | 22 mei 2004      | BJP        | 1999          |                |
| 13    |                                            | Manmohan Singh                             | dr. Manmohan Singh (1932–2024)             | 22 mei 2004      | 26 mei 2014      | INC        | M. Singh I    | 2004           |
| 13    | M. Singh II                                | Manmohan Singh                             | dr. Manmohan Singh (1932–2024)             | 22 mei 2004      | 26 mei 2014      | INC        | 2009          |                |
| 14    |                                            | Narendra Modi                              | Narendra Modi (1950)                       | 26 mei 2014      | heden            | BJP        | Modi I        | 2014           |
| 14    | Modi II                                    | Narendra Modi                              | Narendra Modi (1950)                       | 26 mei 2014      | heden            | BJP        | 2019          |                |